# Daniel Carlsson

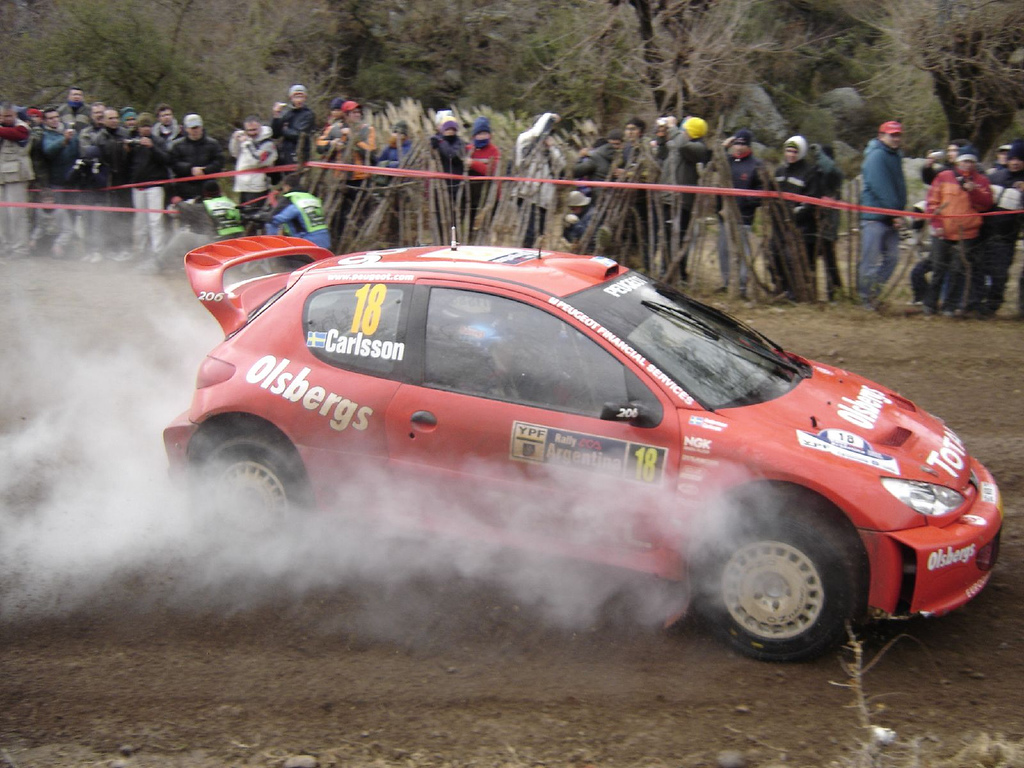
Daniel Carlsson al ral·li de l'Argentina

Daniel Carlsson (nascut el 29 de juny de 1976) és un pilot de ral·lis suec que participa en el Campionat Mundial de Ral·lis organitzat per la FIA.
Carlsson va quedar segon al Campionat Súper 1600 del WRC de 1998 quan només tenia 22 anys. Va competir al ral·li de Suècia del 1999 quedant primer del seu grup i un altre cop segon del Campionat Súper 1600.
El 2000 va participar ja al WRC finalitzant 22è al ral·li de Suècia. L'any següent, al mateix ral·li va finalitzar 7è.
A la seva primera participació en el ral·li Monte-Carlo (2002) va quedar quart del Súper 1600 amb un Ford Puma. Al ral·li de Suècia, va quedar primer del Grup N.
Al començar la temporada 2006, el seu millor resultat va ser un tercer lloc al seu ral·li, el de Suècia.